# グラストロン
グラストロンは、ソニーが販売していたヘッドマウントディスプレイ。日本では1996年に発売され、アメリカでは1997年に発売された。ラインナップとして下記が販売されていた。長年、後継機種は販売されていなかったが、2011年11月に3D対応のHMDが発売された(グラストロンという名称は使われていない)。第二次VRブームが過ぎ去る頃に売り出されたものの、解像度が低く、VR専用のコンテンツも殆ど作られなかったため、普及しなかった。
グラストロンPLM-50
1996年6月発売。0.7型18万画素のLCD(2枚)を採用し、2m先に52型の画面を再現。シースルー機能を内蔵。ディスプレイ部重量 約310g。
グラストロンPLM-A55
1998年6月発売。0.7型液晶を使用し、2m先に52型の画面を再現。シースルー機能を内蔵。重量150g。
PCグラストロンPLM-S700
1998年11月発売。0.7型液晶(832×624ドット)を使用し、1.2m先に30型の画面を再現。
グラストロンライトPLM-A35
1999年12月発売。0.55型液晶を使用、2m先に52型の画面を再現。重量95g。